# Schollenbach
Schollenbach ist eine Ortschaft in der Gemeinde Wipperfürth im Oberbergischen Kreis im Regierungsbezirk Köln in Nordrhein-Westfalen (Deutschland).

## Lage und Beschreibung
Der Ort, der nur ein einziges Wohnhaus umfasst, liegt im Südosten der Stadt Wipperfürth am Nordrand eines mit „Klüppelberg“ bezeichneten Höhenrückens. Im Bereich der Ortschaft entspringt der Schollensiefen, ein Nebengewässer des im Norden vorbeifließenden Schollenbaches. Nachbarorte sind Altensturmberg, Klaswipper, Niederklüppelberg und Hollmünde.
Politisch wird der Ort durch den Direktkandidaten des Wahlbezirks 13 (130) Ohl und Klaswipper im Rat der Stadt Wipperfürth vertreten.

## Geschichte
Die Topographische Aufnahme der Rheinlande von 1825 zeigt auf umgrenztem Hofraum unter dem Namen „Schollenbek“ drei getrennt voneinander liegende Grundrisse. Ab der Preußischen Uraufnahme von 1840 bis 1843 wird der heute übliche Ortsname Schollenbach verwendet.
Der südlich der Ortschaft befindliche „Höhenzug Klüppelberg“ war Namensgeber für die in der Zeit von 1808 bis Ende 1974 selbständige Gemeinde Klüppelberg.

## Busverbindungen
Über die Haltestelle Klaswipper der Linie 336 (VRS/OVAG) ist Schollenbach an den öffentlichen Personennahverkehr angebunden.

## Wanderwege
Die vom SGV ausgeschilderten Rundwanderwege A1, A4, der mit dem Wegzeichen Halbes Mühlrad Straße der Arbeit markierte Wanderweg und der Bezirkswanderweg Wupperweg ◇6 führen durch den Ort.